# Tinea sporoptera
Tinea sporoptera är en fjärilsart som beskrevs av László Anthony Gozmány. Tinea sporoptera ingår i släktet Tinea och familjen äkta malar. Inga underarter finns listade i Catalogue of Life.